# Salko Ćatić
Salko Ćatić (1884. – 1952.), austro-ugarski oružnik, domobran, vođa muslimanske milicije u istočnoj Hercegovini.

## Životopis
Rođen 1884. godine. Bio je oružnik u vrijeme Austro-Ugarske. Angažirao se u NDH na obrani muslimana nevesinjskog kraja, koji su terorizirali četnici. Četnici i ostatci snaga Vojska Kraljevine Jugoslavije napravili su pokolje Hrvata u istočnoj Hercegovini još po raspadu Kraljevine Jugoslavije, slijedio je četnički lipanjski ustanak, a iz Nevesinja je bio Nevesinjski korpus. Osnovao je miliciju u početkom 1942. godine. Nije bio pristaša talijanskih inicijativa za osnivanje četničko-muslimanskih milicija, koje su u istočnoj Hercegovini prihvatili samo jugoslavensko-prosrpski opredijeljeni muslimani (Ismet Popovac i sl.). Ćatić je organizirao obranu na području Nevesinja a Džemal Tanović na području Fazlagića Kule. Kad je Ćatić osnovao miliciju, na području Nevesinja nije bilo nikakve ustaške organizacije. Ćatićeva i slične muslimanske milicije zbog manjka vlastitih tiskara služili su se istim osobnim ispravama kao četnici. Bile su na ćirilici, ali s natpisom “muslimansko udruženje”. Sjedište Ćatićeve milicije bilo je u selu Kljuni, u osnovnoj školi, 13 kilometara od Nevesinja. Branili su područje kruševljanske općine, osim sjevernog dijela koji je bio pod nadzorom partizana. Često je pregovarao s talijanskom vojnom upravom radi osiguravanja hrane i oružja. Kad je sredinom 1942. Italija dopustila povratak oružanih postrojbi NDH u Drugu zonu, odredila je da talijanske postrojbe zamijene domobrani a nikako ustaše, radi izbjegavanja uznemirenosti Srba. Ćatić je završio u DOMDO pukovniji u Travniku, osnovanoj o domobranskih dragovoljaca iz Hercegovine. Budući da je utvrđeno da je dio pripadnika pukovnije bio u Ustaškoj vojnici, ratni raspored pukovnije promijenjen je iz istočne Hercegovine u područje Sinja, Imotskog, Zadvarja gdje bi se borili protiv partizana. Ćatić se ipak vratio u Nevesinje.
Vrativši se u Nevesinje, nastavio je organizirati obranu muslimanskih Hrvata.
Kao što je bilo kod većine muslimanskim Hrvatima, prema kojima je sud jugokomunističke Jugoslavije bio znatno blaži nego prema katoličkim Hrvatima, na koje je svalio sav krimen ustaških nedjela i krimen uloge razbijača Jugoslavije, tako je bilo i s Ćatićem. Sud je uvažio izjave svjedoka Srba da nisu čuli da je Ćatićeva milicija ikome zla nanijela. Sudilo mu se kao organizatoru i zapovjedniku nevesinjske muslimanske milicije. Prvobitno je bio optužen kao zapovjednik postrojbe koja je ubila srpske seljake, a ustanovljeno je da je to učinila jedna druga postrojba te je Ćatić oslobođen te optužbe. Osuđen je na oduzimanje slobode i prisilni rad u trajanju od 18 mjeseci i jednogodišnji gubitak političkih i pojedinih građanskih prava. Sličnim zapovjednicima dosuđena je i konfiskacija imovine, no Ćatiću nije jer ju nije ni imao. Na okružnom sudu u Mostaru 1946. zaključeno je da je njegova milicija bila "obična seoska muslimanska milicija" koja je "samo branila svoj zavičaj". Svjedočenje pravoslavnih seljaka u njegovu korist rezultiralo je da je Okružni sud u Mostaru primijenio na nj Ukaz o amnestiji i pomilovanju.